# Fabrizio Güttinger
Fabrizio Güttinger (ur. 15 lutego 1983 w Arlesheim) – szwajcarski wioślarz.

## Osiągnięcia
- Mistrzostwa Europy – Brześć 2009 – czwórka podwójna – 15. miejsce[1].
- Mistrzostwa Europy – Montemor-o-Velho 2010 – jedynka – brak[1][2].